# Wakefield (Nuevo Brunswick)
Wakefield es una parroquia canadiense situada en la provincia de Nuevo Brunswick.

## Superficie
Wakefield tiene una superficie de 196,31 km².

## Demografía
En 2021, tenía 2722 habitantes, una densidad poblacional de 13,9 hab./km², y 1191 viviendas.